# 1,3-Dinitrobenzol
Az 1,3-dinitrobenzol szerves vegyület, egyike a három C6H4(NO2)2 képletű dinitrobenzol izomernek. Sárga színű, szerves oldószerekben oldódó szilárd anyag.

## Előállítása
Előállítható a nitrobenzol nitrálásával, a reakcióhoz kénsav katalizátor szükséges. A nitrobenzolban található nitrocsoport irányító hatása miatt a kapott termék 93%-a a meta-dinitro származék, az orto- és para-termékek részaránya csak 6%, illetve  1%.

## Reakciói
Vizes oldatban nátrium-szulfiddal redukálva 3-nitroanilinné alakítható, további – vas és sósav felhasználásával végzett – redukcióval – m-fenilén-diamin állítható elő. 

## Fordítás
Ez a szócikk részben vagy egészben  a(z)   1,3-Dinitrobenzene című angol Wikipédia-szócikk ezen változatának fordításán alapul.  Az eredeti cikk szerkesztőit annak laptörténete sorolja fel. Ez a jelzés csupán a megfogalmazás eredetét és a szerzői jogokat jelzi, nem szolgál a cikkben szereplő információk forrásmegjelöléseként.